# Nosmips
Nosmips aenigmaticus — рідкісний викопний примат, відомий лише з 12 зубів. Більшість зубів було знайдено в Фаюмській западині приблизно за 64 км від Каїра, Єгипет.
Nosmips aenigmaticus, ймовірно, жив 37 мільйонів років тому в Африці і не був успішно віднесений до жодної групи приматів. Зокрема, він відрізняється від трьох основних гілок приматів, знайдених в Африці в той час — антропоїдів, адапіформ і лемуриформ. Nosmips слабо пов'язаний з Eosimiidae. Його премоляри є спеціалізованими, а зубна емаль демонструє значні ознаки ямок, які, здається, відповідають дієті з насінням або фруктами з твердими кісточками.
Nosmips — це анаграма Сімпсона. Назва була обрана на честь палеонтолога та ентузіаста анаграм Джорджа Гейлорда Сімпсона.